# رينيه فيرنانديز
رينيه فيرنانديز (بالإسبانية: René Fernández)‏ (1906 – 1956) لاعب كرة قدم بوليفي راحل كان يجيد اللعب في خط الهجوم .
لعب طوال مسيرته الرياضية في نادي أليانزا أورورو . شارك مع منتخب بوليفيا في بطولة كأس العالم 1930 في الأوروغواي .

## روابط خارجية
- رينيه فيرنانديز على موقع الاتحاد الدولي (مؤرشف)  (الإنجليزية)
- رينيه فيرنانديز على موقع قاعدة بيانات كرة القدم.إي يو (الإنجليزية)
- رينيه فيرنانديز على موقع ناشيونال فوتبول تيمز (الإنجليزية)
- رينيه فيرنانديز على موقع Soccerway.com (الإنجليزية)
- رينيه فيرنانديز على موقع عالم كرة القدم.نت (الإنجليزية)